# Entre nosotros (película de 2009)
Entre nosotros (en alemán: Alle Anderen) es una película dramática romántica alemana de 2009 escrita y dirigida por Maren Ade. 
La película fue galardonada con el Oso de Plata en el 59° Festival de Cine de Berlín.

## Trama
Gitti y Chris son una joven pareja alemana de vacaciones en la villa familiar de Chris en Cerdeña. Gitti es mucho más espontánea y desenfadada que Chris, quiere salir e intentar hacer amigos, mientras que Chris sigue siendo introvertido y prefiere quedarse en casa leyendo, incluso escondiéndose de su vecino; su comportamiento juguetón a menudo le molesta, mientras que su actitud reservada la exaspera. Cuando Chris intenta hablar con Gitti sobre sus sentimientos de infelicidad respecto a su vida y su carrera, ella le interrumpe para decirle que reflexiona demasiado sobre todo y que debería plantearse sentar la cabeza con ella. Chris se siente molesto e insultado por su arrebato. Más tarde, Gitti y Chris se confiesan mutuamente que a menudo les preocupa no ser la persona adecuada el uno para el otro.
Mientras hace la compra, Chris descubre a Hans, un antiguo compañero de éxito, e intenta sin éxito esconderse de él. Hans invita a la pareja a una barbacoa en su casa con su esposa Sana, una diseñadora de moda de éxito, a lo que Gitti intenta negarse porque ya ha recibido una invitación de una pareja bohemia que ha conocido recientemente. Chris la ignora y acepta la invitación. Aunque Sana y Hans parecen la pareja perfecta y próspera, pronto demuestran ser odiosos, sosos e insípidos. Hans acaba revelando que Chris ha rechazado un premio de arquitectura porque su diseño se fusionaría con el de otro arquitecto, aunque Chris ya le había dicho a Gitti que no había recibido respuesta del concurso, lo que enfada a Gitti. Cuando Gitti defiende a Chris ante los sutiles insultos de Hans, Chris se enfada. 
Al día siguiente, Chris se muestra muy crítico con Gitti y la lleva a una larga excursión en la que se pierden. Después le informa de que irá a tomar una copa con Hans a solas, ya que Gitti le avergonzó la noche anterior. Cuando le pregunta por qué no puede ser más normal, como Sana, Gitti argumenta que no quiere ser como los demás. Aunque Gitti le ruega que no la deje sola por la noche, él se va de todos modos y regresa por la mañana. Al día siguiente, Chris informa a Gitti de que está pensando en aceptar un trabajo de arquitectura en la isla. Mientras Chris se reúne con su posible cliente, Gitti va a explorar por su cuenta, probando un nuevo cambio de imagen y optando por mantener el vestido que antes consideraba demasiado "burgués" en un esfuerzo por complacer a Chris. Tras encontrarse casualmente con Chris, éste le propone invitar a Hans y Sana a su casa. El ambiente se vuelve incómodo cuando Gitti se cruza con la pareja bohemia con la que se había reunido antes; a ellos les disgusta su nuevo aspecto arreglado y se sienten algo dolidos por haberles dejado plantados. Cuando vuelven a invitarla, Chris se niega torpemente, lo que molesta a Gitti. 
Gitti se esfuerza por suavizar su aspecto y sus modales para la cena con Hans y Sana, pero todo se vuelve incómodo cuando Chris empieza a comportarse de forma extraña en un intento de impresionar a la otra pareja. Gitti se siente aún más incómoda cuando Chris les lleva a la habitación privada de los sueños de su madre y se burla de sus intereses para diversión de Hans y Sana. Al final de la noche, Hans lanza juguetonamente a Sana a la piscina de la villa, lo que lleva a Chris a tirar también a Gitti, aunque ella le ruega que no lo haga. Molesta, le pide a Sana que invente una excusa para que ella y Hans se vayan. Chris le dice a Gitti que la quiere y le propone mantener relaciones sexuales, que ella acepta sin inmutarse. 
Al día siguiente, Chris escucha a Gitti inventando una excusa para marcharse antes de tiempo sin avisarle. Tras enfrentarse a ella, Gitti afirma que le deja y que ya no le quiere porque es un debilucho. Chris le replica que es una ingenua hipócrita y le pide que se marche. Mientras recoge sus cosas, Gitti cae al suelo y se hace la muerta. Al principio preocupado y luego disgustado por sus juegos, Chris decide hacer que las cosas funcionen y baja la guardia. Le sopla frambuesas en el estómago, lo que la hace reír, y los dos se miran por fin.

## Reparto
- Birgit Minichmayr como Gitti
- Lars Eidinger como Chris
- Nicole Marischka como Sana
- Hans-Jochen Wagner como Hans

## Estreno

### Recepción de la crítica
La película recibió críticas positivas de la crítica cinematográfica. En Rotten Tomatoes, el 88% de las 42 opiniones de los críticos son positivas, con una puntuación media de 7,6/10. El consenso del sitio web es el siguiente: "Entre nosotros aprovecha la impredecible energía entre dos parejas para lanzar chispas de verdad emocional finamente detalladas -y ricamente gratificantes". Metacritic, que utiliza una media ponderada, asignó a la película una puntuación de 71 sobre 100, basada en 16 críticas, lo que indica "críticas generalmente favorables".